# تشانغ بينغ
تشانغ بينغ (بالصينية المبسطة: 昌平 区؛ بالصينية التقليدية: 昌平 區) هي محافظة في الصين تابعة إلى إقليم بكين. يبلغ عدد سكانها 614821 نسمة و ذلك حسب إحصائيات سنة 2000. تبلغ مساحتها 1430 كم².

## معرض صور

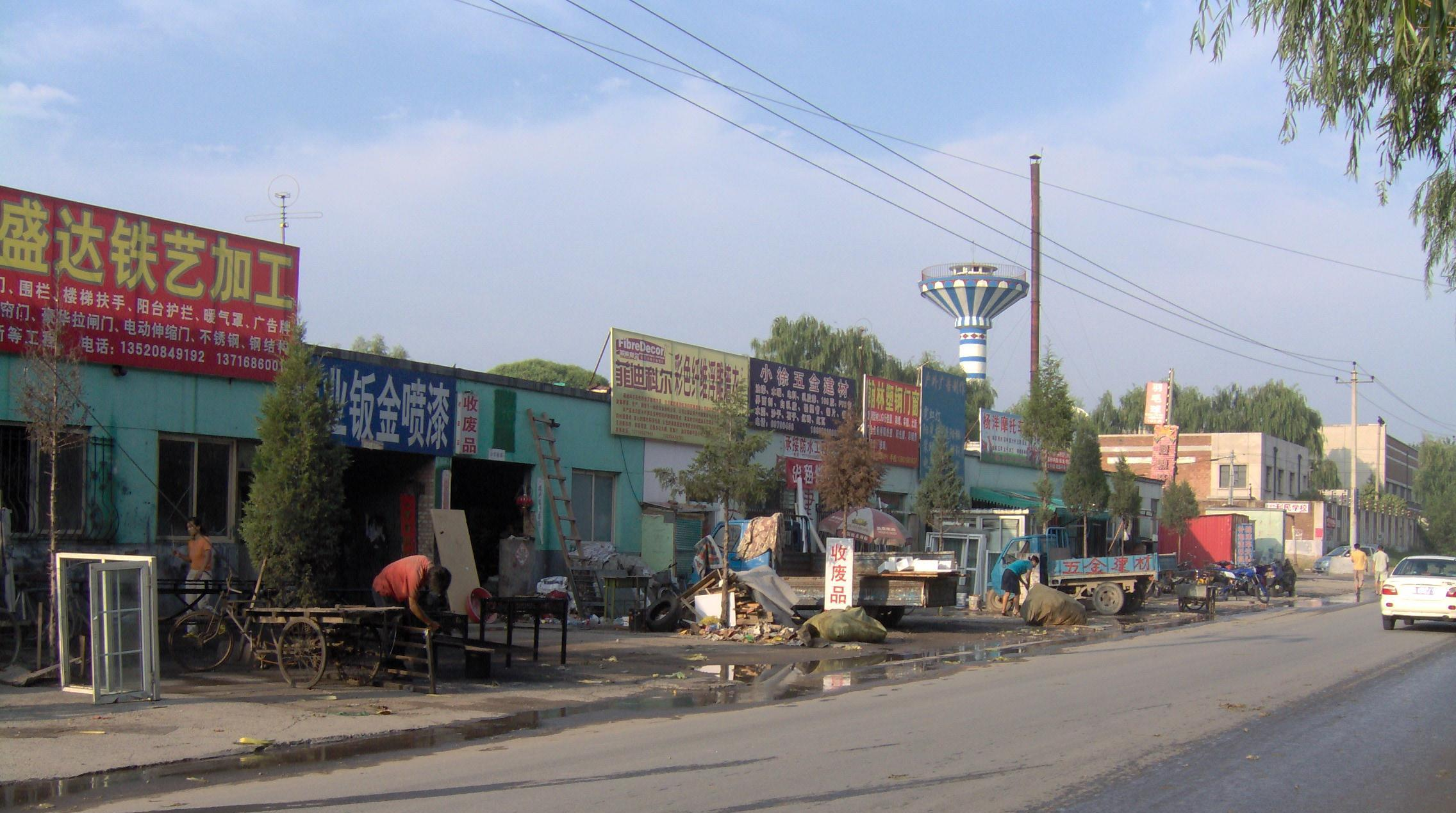
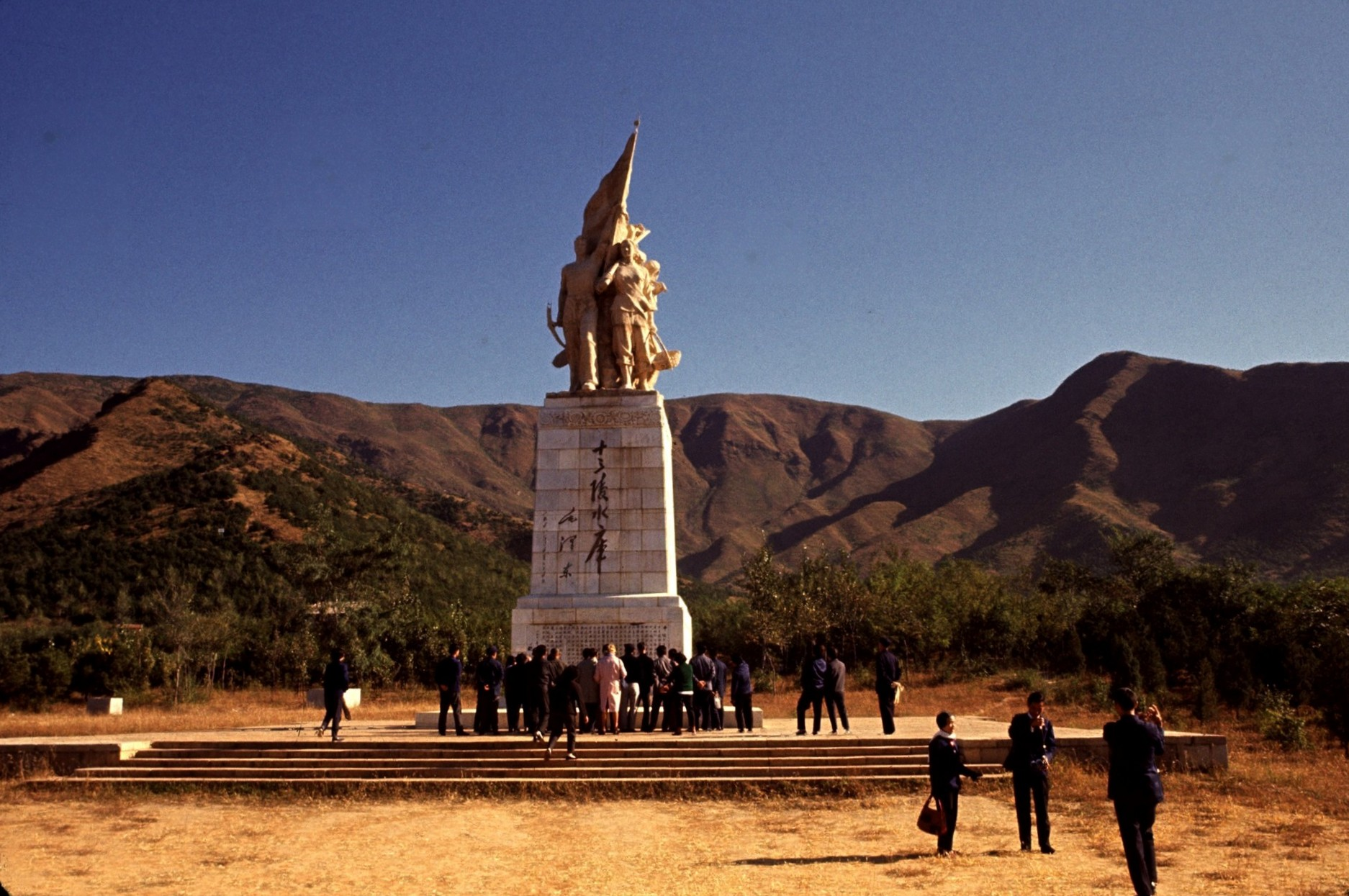
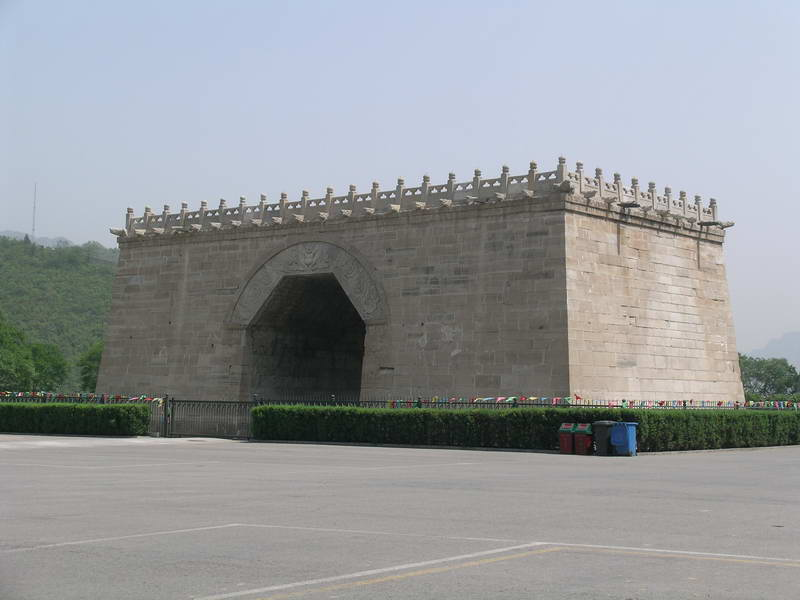